# Chiesa di Sant'Antonio Abate (Esino Lario)
La chiesa di Sant'Antonio Abate, nota anche come chiesa di Sant'Antonio in Cresso, è una chiesa sussidiaria di Esino Lario, facente parte della parrocchia di San Vittore Martire.
Situata a Esino Superiore, la chiesa fu edificata nel XVI secolo e consacrata nel 1561. Un secolo dopo fu rinnovata e nuovamente inaugurata nel 1662. Al suo interno è presente un'aula terminante con l'abside semipoligonale. Sono presenti due cappelle laterali risalenti alla seconda metà del XVII secolo: quella a destra dedicata a sant'Antonio abate e decorata con stucchi che incorniciano la statua in legno del santo e il ciclo pittorico di quattro tele raffiguranti le sue storie, mentre la volta è affrescata con figure di angeli; la cappella di sinistra, del 1691, è dedicata a san Giuseppe e conserva due tele raffiguranti la Crocifissione e la Fuga in Egitto, mentre sulla volta si trova l'affresco con San Giuseppe e l'Angelo.
L'altare maggiore è sovrastato da una pala d'altare della fine del XVI secolo che raffigura la Madonna col Bambino fra Sant'Antonio e San Sebastiano. Nel presbiterio si trovano delle tele, due delle quali mostrano le storie di Sant'Antonio.
La facciata e il portale sovrastato da finestra termale risalgono al 1703, mentre la cantoria in legno della controfacciata fu realizzata nel 1793.